# Symphony Towers
Symphony Towers je postmoderní mrakodrap v San Diegu. Má 34 pater a výšku 152,1 metrů. Je druhým nejvyšším ve městě hned po One America Plaza, který je zhruba o 0,3 metru vyšší. Výstavba probíhala v letech 1984–1989 podle projektu společnosti Skidmore, Owings & Merrill.